# ザ・キング:永遠の君主
『ザ・キング: 永遠の君主』（ざ・きんぐ:えいえんのくんしゅ、英: The King: Eternal Monarch）は、2020年4月17日から6月6日まで韓国・SBSで放送されたテレビドラマ。何者かが開いた2つの世界を繋ぐパラレルワールドの扉を閉めようとする大韓帝国の皇帝と女性刑事が繰り広げるファンタジーロマンステレビドラマ。日本では、Netflixで独占配信されている。全16話。クオリティーが高いと評判の韓国ドラマの多くを手掛けるドラマ制作会社 STUDIO DRAGON（スタジオドラゴン）の作品のひとつ。

## あらすじ
何者かがパラレルワールドの扉を開いた際、扉を閉めようとした大韓帝国の若き皇帝イ・ゴン（イ・ミンホ）。白馬に乗って、その扉の先が気になり、進むと現在の大韓民国に迷い込んでしまう。パラレルワールドの扉を隔てて、二つの世界が存在すると知る。さらにそこに居合わせた刑事チョン・テウル（キム・ゴウン）に会う。皇帝の座を狙い2つの世界を支配しようとするイ・リムの陰謀を阻止しようと攻防戦が始まる。

## キャスト
- イ・ゴン：イ・ミンホ

大韓帝国皇帝
　幼い頃に父親を叔父であるイ・リムによって目の前で殺され、幼くして大韓帝国の皇帝になった。
- チョン・テウル／ルナ：キム・ゴウン

大韓民国刑事／大韓帝国犯罪者
　イ・ゴンと運命的な出会いをし恋に落ちる刑事。実家はテコンドーの道場を営む。
- チョ・ウンソプ／チョ・ヨン：ウ・ドファン

大韓帝国イ・ゴンの側近／大韓民国社会服務要員
　イ・ゴンの皇室近衛の中隊長。別世界である韓国に、瓜二つだが性格は全く異なるのチョ・ウンソプという人物がいる。
- ク・ソリョン：チョン・ウンチェ

大韓帝国初の女性首相
　大韓帝国の最年少にして初の女性総理。イ・ゴンとの結婚を企てている野心家。
- イ・リム：イ・ジョンジン

イ・ゴンの叔父
　先帝（イ・ゴンの父）を殺して謀反に失敗する。世間には死んだと思われていたが実は生きていた。
- カン・シンジェ：キム・ギョンナム

チョン・テウルの同僚
　テウルとは高校時代に知り合い想いを寄せていた。ギャンブル好きな母親のせいで苦労が絶えない。
- ミョン・ナラ／ミョン・スンア：キム・ヨンジ

チョン・テウルの親友、カフェのオーナー／大韓帝国の皇室の広報担当者
- マキシムス：マキシムス

　イ・ゴンの白馬。身分は正七品（チョンチルプム）

## スタッフ
- 脚本：キム・ウンスク
- 演出：ペク・サンフン、チョン・ジヒョン

## 視聴率
第1話は、11.6%から放送開始したものの、平均視聴率が5.9%まで下落している。